# 코즐로프뒤쥐
코즐로프뒤쥐(Sorex kozlovi)는 땃쥐과에 속하는 포유류의 일종이다. 메콩강, 티베트, 중국에서만 발견된다. 자료 부족(data deficient)종으로 등록되어 있다.